# روبيرتو ميراندا
روبيرتو ميراندا (بالبرتغالية: Roberto Lopes Miranda‏) (مواليد 31 يوليو 1944) هو لاعب كرة قدم. يلعب مع منتخب البرازيل لكرة القدم. سبق له أن لعب في كأس العالم لكرة القدم مع منتخب بلاده.

## روابط خارجية
- روبيرتو ميراندا على موقع الاتحاد الدولي (مؤرشف)  (الإنجليزية)
- روبيرتو ميراندا على موقع قاعدة بيانات كرة القدم.إي يو (الإنجليزية)
- روبيرتو ميراندا على موقع ناشيونال فوتبول تيمز (الإنجليزية)
- روبيرتو ميراندا على موقع أوليمبيديا (الإنجليزية)